# ファッジ

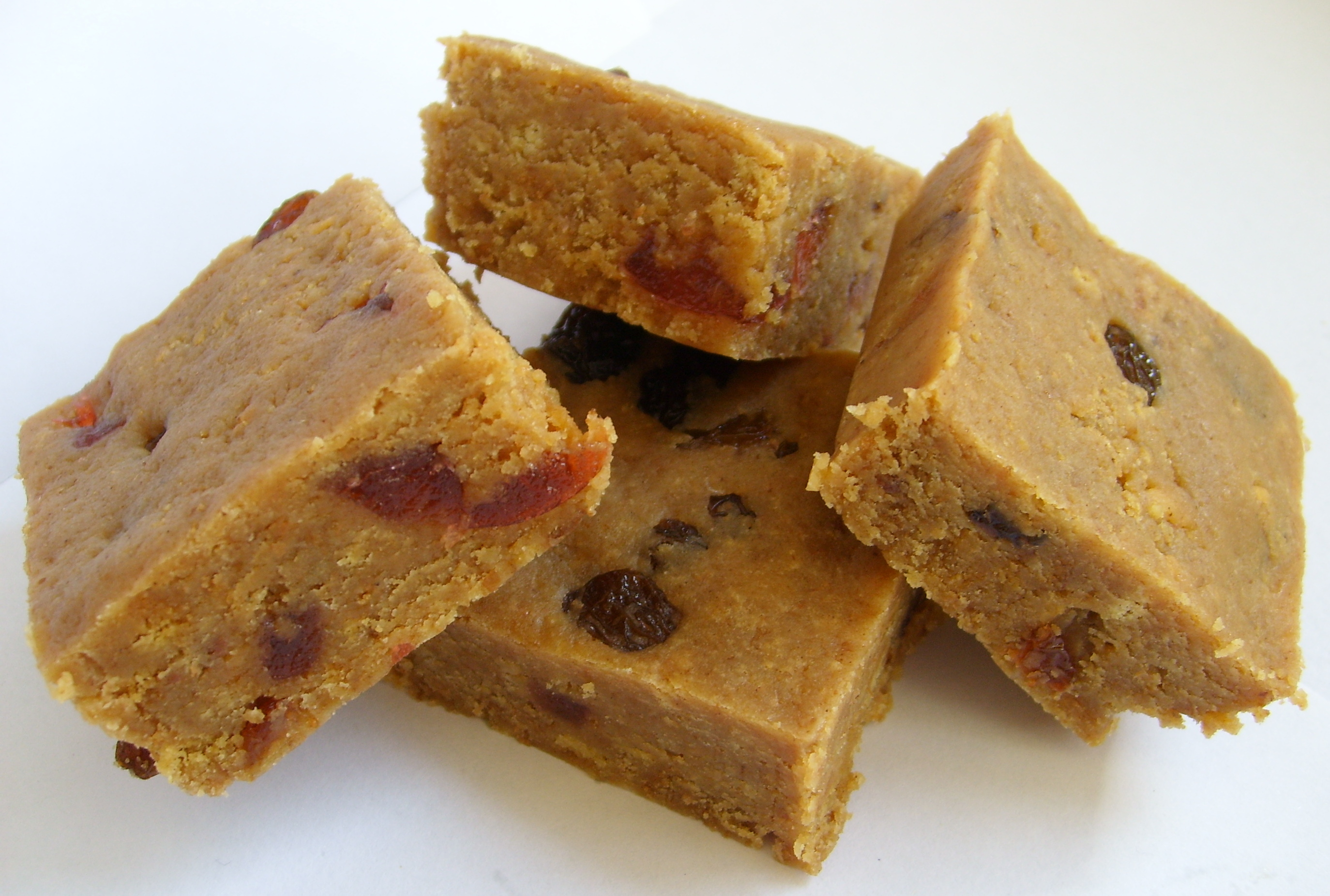
ファッジ

ファッジ（英語: fudge）は、西洋のキャンディの一種。もとはイギリスの菓子で、そこからアメリカやカナダ、オーストラリア、ニュージーランドに伝わった。

## 概要
非常に甘く、質感や食味はキャラメルによく似ているが、キャラメルより砂糖の結晶量が多いためキャラメルのような粘着力はなく、しっとりとしている。噛むと口の中で崩れるほどやわらかく、食感としてはフォンダンアイシングとハードキャラメルの中間にあたる。

## 調理

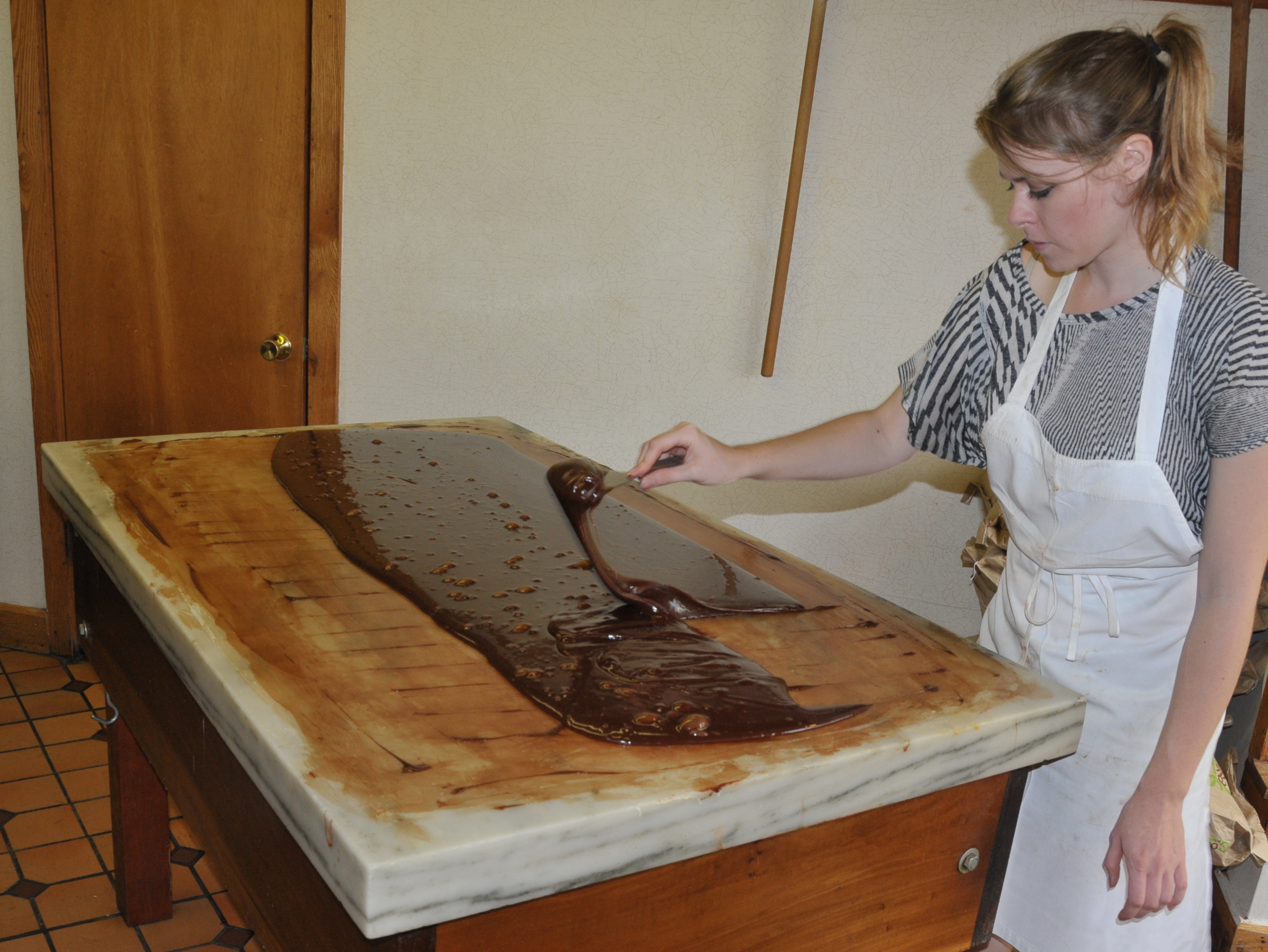
大理石のスラブ上で冷却され成形されたファッジ

原材料は砂糖、牛乳（練乳がよく使用される）、バター。これらを完全に溶けるまでかき混ぜて116℃にまで加熱し、型に流しいれ冷やし固めると完成する。

## フレーバーおよび同様のキャンディー

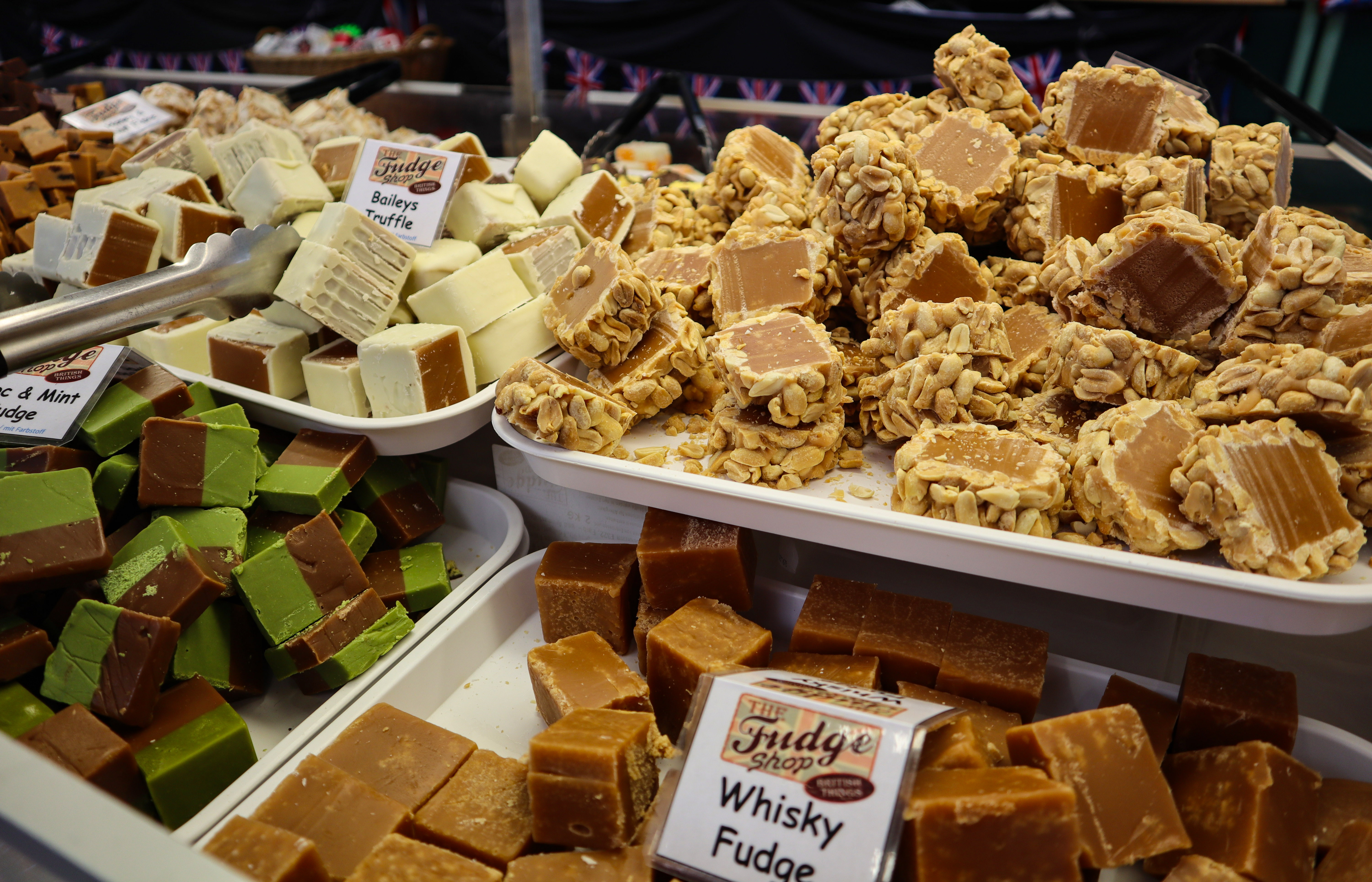
各種ファッジ

チョコレートを混ぜたものはチョコレートファッジと呼ばれ、そのほかにもメープルシロップやカラメルなどさまざまなフレーバーを混ぜたものが販売されている。また、マシュマロやナッツ、ドライフルーツなどを中に混ぜ込むこともよく行われる。
ポーランドには独自のクルフカと呼ばれる物が存在し、ヨーロッパ各国で販売されている。 チョコレートやコーヒーの風味のものから、豆乳を使ったものまで存在する。

## ホットファッジ（ソース）
アメリカやカナダでアイスクリームのトッピングとして使用されるホット・ファッジは本来のファッジとは関係がなく、そういった名前のチョコレート・シロップである。ホット・ファッジはアイスクリーム、とくにサンデーやパフェによく使用される。